# Sergentomyia macintoshi
Sergentomyia macintoshi är en tvåvingeart som först beskrevs av Emile Abonnenc och Pastre 1973.  Sergentomyia macintoshi ingår i släktet Sergentomyia och familjen fjärilsmyggor. Inga underarter finns listade i Catalogue of Life.